# Plompe- of Dieventoren
De Plompetoren, Dieventoren of Gevangentoren, ook wel Latijntje genoemd, is een middeleeuwse toren in de Nederlandse stad Amersfoort. De toren is onderdeel van de monumentale Muurhuizen en is een rijksmonument.

## Geschiedenis
Het precieze bouwjaar van de toren is niet geheel bekend. Doordat het een vierkante toren is, bestaat de mogelijkheid dat het een relatief oude toren betreft (ronde torens waren beter bestand tegen kanonnen). Het kan daarom voor, tijdens of na de bouw van de eerste stadsmuur in de 14e eeuw gebouwd zijn. De toren wordt voor het eerst genoemd in 1434, toen hij in gebruik werd genomen als de tweede stadsgevangenis, wat de toren de naam Dieventoren opleverde. Waarschijnlijk is de toren na de bouw van de tweede stadsmuur om de stad niet afgebroken, omdat de gevangenis in de toren gevestigd was. Toen in 1554 de eerste gevangenis onder het stadhuis van Amersfoort gesloten werd, was het de enige stadsgevangenis die overbleef.
Nadat in 1860 het Agnietenklooster, waar de Latijnse school gevestigd is geweest vanaf 1622, afgebroken werd, verhuisden de dakruiter en het klokje van de kapel naar de Plompetoren, waardoor de toren de bijnaam Latijntje kreeg. In 1889 werd de gevangenis in de toren gesloten.

## Restauratie
In 1942 is de toren gerestaureerd. Het complex is bij die restauratie gesplitst in vier huizen. De onderdoorgang die de toren hedendaags heeft, is toen samen met de brug over de gracht gerealiseerd. In 2015 werd de toren weer gerestaureerd.

## Gebruik
De toren is vanaf 1953 in gebruik geweest door de Nederlandse Beiaardschool; deze verhuisde in 1978 naar het Spui in Amersfoort. Sinds die tijd is de toren het onderkomen van het Gilde der Edele Flumieren, een besloten groep die het cultureel leven in de stad Amersfoort wil bevorderen.